# Froidos
Froidos ist eine französische Gemeinde mit 91 Einwohnern (Stand: 1. Januar 2022) im Département Meuse in der Region Grand Est (vor 2016: Lothringen). Die Gemeinde gehört zum Arrondissement Verdun, zum Kanton Clermont-en-Argonne und zum Gemeindeverband Argonne-Meuse.

## Geographie
Die Gemeinde Froidos liegt an der Aire, 23 Kilometer südwestlich von Verdun. Umgeben wird Froidos von den Nachbargemeinden Rarécourt im Norden, Ville-sur-Cousances im Nordosten, Julvécourt im Osten, Lavoye im Süden und Beaulieu-en-Argonne im Westen.

## Bevölkerungsentwicklung
| Jahr                       | 1962 | 1968 | 1975 | 1982 | 1990 | 1999 | 2006 | 2013 | 2019 |
| Einwohner                  | 131  | 111  | 99   | 91   | 81   | 85   | 91   | 104  | 91   |
| Quellen: Cassini und INSEE |      |      |      |      |      |      |      |      |      |

## Sehenswürdigkeiten
- Kirche Saint-Antoine